# Модиано, Патрик
Жан Патри́к Модиано́ (фр. Jean Patrick Modiano; род. 30 июля 1945, Булонь-Бийанкур) — французский писатель и сценарист. Всемирную известность ему принёс шестой роман «Улица тёмных лавок», удостоенный Гонкуровской премии 1978 года. Лауреат Нобелевской премии по литературе 2014 года.

## Биография
Отцом мальчика был коммерсант Альбер Модиано (1912, Париж — 1977, там же), по отцовской линии ведущий своё происхождение от старинного сефардского рода из Салоник; мать — фламандская комическая актриса Луиза Колпейн (1918, Антверпен — 2015). Родители познакомились осенью 1942 года в оккупированном немцами Париже, в феврале 1944 года они поженились. Будучи евреем, отец в период немецкой оккупации тем не менее занимался нелегальной торговлей, жил по подложным документам и не был принуждён к ношению отличительной жёлтой звезды; мать выступала перед оккупационными войсками. Своему брату Руди, умершему в 1957 году в десятилетнем возрасте, вплоть до 1982 года Патрик посвящал все свои романы. Родители разошлись в начале 1960-х годов.
Учился Патрик Модиано сперва в парижском лицее Генриха IV, где геометрию ему преподавал Раймон Кено, друживший с его матерью и позднее введший юношу в литературный круг издательства Галлимар, а затем в лицее и в коллеже в Анси. Первый роман Модиано «Площадь Звезды» был опубликован в 1968 году и сразу принёс автору известность во Франции. Первый русский перевод книги Модиано (романа «Улица тёмных лавок») появился в 1987 году. В 2000 году Модиано был членом жюри Каннского кинофестиваля.
В 2014 году стал лауреатом Нобелевской премии по литературе. В заявлении Нобелевского комитета говорится, что премия присуждается: 

…За искусство памяти, благодаря которому он выявил самые непостижимые человеческие судьбы и раскрыл жизненный мир человека времен оккупации.— Заявление Нобелевского комитета
Патрик Модиано с 1970 года женат на Доминик Зерфюс, дочери известного архитектора Бернара Зерфюса; две дочери — Зина (1974), кинорежиссёр, и Мари (1978), литератор, певица.

## Творчество
Практически все произведения писателя автобиографичны и (или) связаны с темой оккупации Франции во время Второй мировой войны. В своём интервью в октябре 1975 года Патрик Модиано признаётся, что он «одержим предысторией, прошлым», а «прошлое — это смутная и постыдная эпоха оккупации». «Мой сюжет — время», — добавляет он в интервью газете «Монд» (от 24 мая 1973 года).
При этом Модиано заявляет: «Оккупация в моих романах имеет мало общего с реальными 40-ми годами. Я создаю атмосферу, которая напоминает оккупацию, но в конце концов не так уж на неё и похожа… В моих первых трех романах я описывал не исторические события, а неверный свет моих истоков». Французский критик Жак Бреннер пишет, что «знаменитая память Модиано — на самом деле продукт его воображения».
Герои Модиано заняты поисками начал, корней, изучением прошлого для самопознания. Это поколение неприкаянных, «лишних» людей. С творчеством Модиано связывают распространение моды на стиль «ретро» и отказ от политической актуальности.
В романах Модиано создаётся чувство ирреальности, быстротечности, двусмысленности и таинственности происходящих событий. Он любит выводить героев, вспоминающих, изучающих, расследующих своё прошлое.
Писатель не любит заботиться о правдоподобии и мотивировке действий персонажей, зато одержим исследованием времени и роли искусства, признаётся в любви к Парижу и дисциплинирующей силе языка классиков.
Модиано использует и пародирует в своем творчестве стиль и приёмы многочисленных французских писателей (Шатобриан, Рембо, Руссо, «новый роман» и регионалистская литература), но прежде всего — Пруста и Селина. Арт-директор издательства «Амфора» Вадим Назаров в связи с вручением Модиано Нобелевской премии отметил:

Это автор очень атмосферный. Он умеет подметить и передать тонкости и нюансы человеческих отношений. Он умеет создать уникальную атмосферу, например Париж 20-х годов, и даже специалисты не могут объяснить, за счёт каких приёмов это происходит. Мы всегда были уверены в том, что это большой автор, поэтому его книги выходили в серии «Будущие нобелевские лауреаты». И теперь мы видим, что не ошиблись.

Произведения Модиано не раз экранизировались, переведены на многие языки мира, их иллюстрировали крупные художники (Семпе, Жерар Гаруст и др.).

## Произведения

### Романы и повести
- Площадь Звезды (La place de l'Étoile, 1968)
- Ночной дозор (La ronde de nuit, 1969)
- Бульварное кольцо (Les boulevards de ceinture, 1972)
- Вилла «Грусть» (Villa Triste, 1975) (экранизирован Патрисом Леконтом под названием Аромат Ивонн)
- Семейная хроника (Livret de famille, 1977)
- Улица Тёмных Лавок (Rue des boutiques obscures, 1978) / рус. пер. Мария Зонина. — М.: Известия, 1987.
- Молодость (Une jeunesse, 1981) (переведён на немецкий язык Петером Хандке)
- Дорога памяти (Memory Lane, 1981)
- Такие славные парни (De si braves garçons, 1982)
- Кукла с белыми волосами (Poupée blonde de Pierre Michel Wals, 1983)
- Утраченный мир (Quartier perdu, 1984) / рус. пер. Юлиана Яхнина. / в кн. Патрик Модиано. Повести. — М.: Радуга, 1989. — ISBN 5-05-002412-9
- Августовские воскресенья (Dimanches d’août, 1986) / рус. пер. Р. Я. Закарьян. / в кн. Патрик Модиано. Повести.
- Смягчение приговора (Remise de peine, 1988) / рус. пер. Т. А. Ворсанова. / в кн. Патрик Модиано. Повести.
- Прихожая детства (Vestiaire de l’enfance, 1989)
- Свадебное путешествие (Voyage de noces, 1990) / в кн. Патрик Модиано. Утраченный мир — М.: Вагриус, 1998. — ISBN 5-7027-0308-1
- Цветы на руинах (Fleurs de ruine, 1991)
- Цирк уехал (Un cirque passe, 1992)
- Такая молодая собака (Chien de printemps, 1993)
- Из самых глубин забвения (Du plus loin de l’oubli, 1995) / рус. пер. Жак Петивер. — М.: Триада, 1997. — ISBN 5-8014-0006-0
- Дора Брюдер (Dora Bruder, 1997) / рус. пер. Нина Хотинская. — М.: Текст, 1999. — ISBN 5-7516-0169-6
- Незнакомки (Des inconnues, 1999) (рус. пер. 2001)
- Маленькое Чудо (La Petite Bijou, 2001) / рус. пер. И. Кузнецова. — М.: Иностранка, Б. С. Г.-Пресс, 2004. — ISBN 5-94145-191-1 ; 5-93381-135-1
- Однажды ночью (Accident nocturne, 2003)
- Родословная (Un pedigree, 2005) (автобиография)
- Кафе утраченной молодости (Dans le café de la jeunesse perdue, 2007) / рус. пер. И. Светлов. — СПб.: Амфора, 2009. — ISBN 978-5-367-01181-4
- Горизонт (L’horizon, 2010) / рус. пер. Е. Кожевникова. — М.: Текст, 2012. — ISBN 978-5-7516-1021-0
- Ночная трава (L’herbe des nuits, 2012) / русский перевод — М.: Текст, 2016
- Чтобы ты не заблудился в квартале (Pour que tu ne te perdes pas dans le quartier, 2014)[20]

### Сценарии
- Лакомб Люсьен (Lacombe Lucien, 1974) (фильм, 1974, реж. Луи Маль)

### Произведения для детей
- Приключение Шуры (Une aventure de Choura, 1986)
- Невеста для Шуры (Une fiancée pour Choura, 1987)
- Катрин Карамболь (Catherine Certitude, 1988)

## Награды
- 1968 — премия Фенеона и премия Роже Нимье за роман «Площадь Звезды»
- 1972 — Большая премия Французской Академии за роман «Бульварное кольцо»
- 1978 — Гонкуровская премия за роман «Улица Тёмных Лавок»
- 1984 — литературная премия князя Монакского за совокупность творчества
- 2000 — Большая литературная премия Поля Морана
- 2010 — Международная премия Чино дель Дука
- 2014 — Нобелевская премия по литературе